# 田中章 (野球)
田中 章（たなか あきら、1944年7月20日 - ）は、千葉県木更津市出身の元プロ野球選手（投手）。早稲田大学野球部・大昭和製紙硬式野球部・茨城県立水戸商業高等学校硬式野球部の監督を歴任した石井藤吉郎（野球殿堂競技者表彰者の1人）の親戚に当たる。

## 経歴

### プロ入り前
千葉経済高等学校1年時（1960年）に登板した秋季千葉県大会準々決勝で、銚子市立銚子高等学校打線を相手にノーヒットノーランを達成。決勝では千葉県立銚子商業高等学校に敗れたものの、「好投手」として注目される。2年時（1961年）から全国高等学校野球選手権千葉大会で2年続けて準々決勝に進出したが、2年時には成田高等学校、3年時（1962年）には習志野市立習志野高等学校の後塵を拝した。
高校時代には全国大会と無縁であったが、親戚の石井が野球部の監督を務めていた早稲田大学への進学を実父から勧められていた。本人には大学へ進学する意思がなく、3年時の夏には、野球部のあった神戸製鋼への入社が内定。しかし、内定が出てから数ヶ月後に、日本通運から入社を打診されたことで進路を一変させる。
日本通運には現在に至るまで硬式野球部が存在するが、当時の社会人野球界では新興勢力の1つに過ぎず、神戸製鋼ほどの強豪でもなかった。これに対して、田中は住み慣れた関東地方を神戸製鋼への入社によって離れることに難色を示していた。そのため、硬式野球部の活動拠点が埼玉県浦和市（現在のさいたま市浦和区）にある日本通運への入社を即決。入社2年目（1964年）の第35回都市対抗野球大会では、エースでなかったにもかかわらず3勝を挙げる活躍で、チームを初優勝へ導くとともに橋戸賞を受賞した。日本コロムビアとの決勝では、近藤重雄（後にロッテ・オリオンズ投手）と投手戦を展開した末に、2対0で快勝している。
さらに、都市対抗の優勝から2ヶ月後には、「東京オリンピックのデモンストレーションゲーム」（公開競技）（神宮球場）へ「全日本社会人野球選抜チーム」の一員として参加。都市対抗の優勝チームを中心に「全日本社会人野球選抜チーム」を構成することがあらかじめ決まっていたことによるもので、アメリカ大学選抜チームとの対戦では先発を任された。しかし、4回を投げて4被安打2失点で降板したばかりか、味方打線の援護がないまま完封負け。試合後にはオリンピアンの証である出場記念メダルを授与されたものの、この敗戦をきっかけに、目標をNPB入りに切り替えた。
実際には翌1965年のNPBドラフト会議で近鉄バファローズから5位で指名されたが、「このタイミングで入団すれば、入社したばかりの日本通運に失礼」という理由で入団を固辞。1966年以降も日本通運へ残留した。1967年・1968年の日本産業対抗野球大会では、チームの2年連続準優勝へ貢献するとともに、2年連続で敢闘賞を受賞。1967年には社会人ベストナインにも選ばれたほか、同い年のチームメイトであった竹之内雅史と揃って、第7回アジア野球選手権大会の日本代表チームに参加した。
1968年のNPBドラフト会議で、読売ジャイアンツ（巨人）から2位で指名。近鉄から指名された3年前とは一転して、上記の実績を背景に入団を決めた。背番号は10。

### プロ入り後
1969年から、主に中継ぎで一軍公式戦35試合に登板。しかし、翌1970年のシーズン終了後に、広野功・浜村孝との交換トレードで高橋明・梅田邦三と共に西鉄ライオンズへ移籍した。移籍後の背番号は15。いわゆる「黒い霧事件」で主力級の投手（永易将之・池永正明・与田順欣・益田昭雄）がNPBコミッショナー委員会から永久追放処分を受けた西鉄が、投手陣の再建に向けて田中に白羽の矢を立てたことによる移籍であったため、移籍後は一軍の救援要員として巨人時代以上に重用された。チーム名が太平洋クラブライオンズに変更された1973年には、生涯唯一のオールスターゲーム出場を果たしたほか、巨人時代を含めても初めてのシーズン2桁勝利（11勝）を達成。翌1974年には、加藤初と共にチーム最多の12勝を挙げる一方で、この年からNPBへ正式に導入されたセーブも9個記録している。
西鉄への移籍後は一軍公式戦に年間で50試合前後登板していたが、1975年の登板数は23試合で、シーズン終了後に大洋ホエールズへ移籍。背番号38を着用したものの、移籍1年目の1976年には1試合しか登板できず、3試合に登板した1977年限りで現役を引退した。

### 現役引退後
出身地の木更津市内で、「あきちゃん」というモツ料理店を40年以上にわたって経営している。

## 選手としての特徴
身長170cm（公称）と投手としては小柄ながら、スリークォーターの投球フォームから速球・カーブ・シュート・スライダーを投げ分けていた。制球力が高い一方で、速球については、日本通運時代に国際大会の日本代表チームでバッテリーを組んでいた田淵幸一（当時は法政大学野球部の捕手）に、「これだけの速い球を受けたことはない」と言わしめていた。
千葉経済高校時代に2度、日本通運時代に1度（足利市長杯の対東京鉄道管理局戦で）ノーヒットノーランを達成。バッティングのセンスも高く、巨人2年目の1970年には当時の監督・川上哲治の方針で、野手としての練習を始めていた。もっとも、その矢先に西鉄への移籍が決定。移籍後は中継ぎ投手や抑え投手として活躍したため、本格的な打者転向までに至らぬまま現役生活を終えた。

## 詳細情報

### 年度別投手成績
| 年 度     | 球 団       | 登 板 | 先 発 | 完 投 | 完 封 | 無 四 球 | 勝 利 | 敗 戦 | セ 丨 ブ | ホ 丨 ル ド | 勝 率 | 打 者 | 投 球 回 | 被 安 打 | 被 本 塁 打 | 与 四 球 | 敬 遠 | 与 死 球 | 奪 三 振 | 暴 投 | ボ 丨 ク | 失 点 | 自 責 点 | 防 御 率 | W H I P |
| --------- | ----------- | ----- | ----- | ----- | ----- | -------- | ----- | ----- | -------- | ----------- | ----- | ----- | -------- | -------- | ----------- | -------- | ----- | -------- | -------- | ----- | -------- | ----- | -------- | -------- | ------- |
| 1969      | 巨人        | 35    | 2     | 0     | 0     | 0        | 3     | 3     | --       | --          | .500  | 294   | 73.1     | 58       | 8           | 14       | 0     | 3        | 56       | 0     | 0        | 30    | 24       | 2.96     | 0.98    |
| 1970      | 巨人        | 20    | 0     | 0     | 0     | 0        | 1     | 0     | --       | --          | 1.000 | 144   | 37.0     | 30       | 3           | 12       | 0     | 1        | 31       | 0     | 0        | 13    | 11       | 2.68     | 1.14    |
| 1971      | 西鉄 太平洋 | 49    | 3     | 0     | 0     | 0        | 4     | 9     | --       | --          | .308  | 463   | 110.0    | 112      | 12          | 33       | 1     | 6        | 53       | 5     | 1        | 56    | 51       | 4.17     | 1.32    |
| 1972      | 西鉄 太平洋 | 57    | 7     | 0     | 0     | 0        | 3     | 5     | --       | --          | .375  | 568   | 143.0    | 128      | 12          | 34       | 8     | 6        | 58       | 0     | 0        | 42    | 38       | 2.39     | 1.13    |
| 1973      | 西鉄 太平洋 | 52    | 5     | 2     | 0     | 1        | 11    | 10    | --       | --          | .524  | 591   | 143.1    | 127      | 17          | 39       | 5     | 9        | 60       | 0     | 0        | 50    | 41       | 2.58     | 1.16    |
| 1974      | 西鉄 太平洋 | 50    | 6     | 3     | 2     | 1        | 12    | 5     | 9        | --          | .706  | 531   | 131.0    | 122      | 10          | 26       | 9     | 5        | 42       | 0     | 0        | 41    | 38       | 2.61     | 1.13    |
| 1975      | 西鉄 太平洋 | 23    | 7     | 0     | 0     | 0        | 2     | 4     | 0        | --          | .333  | 346   | 81.0     | 89       | 9           | 17       | 2     | 3        | 21       | 0     | 0        | 51    | 36       | 4.00     | 1.31    |
| 1976      | 大洋        | 11    | 0     | 0     | 0     | 0        | 0     | 0     | 0        | --          | ----  | 72    | 16.2     | 19       | 9           | 4        | 0     | 0        | 8        | 0     | 0        | 16    | 14       | 7.41     | 1.38    |
| 1977      | 大洋        | 3     | 0     | 0     | 0     | 0        | 0     | 0     | 0        | --          | ----  | 10    | 2.0      | 4        | 1           | 0        | 0     | 0        | 1        | 0     | 0        | 1     | 1        | 4.50     | 2.00    |
| 通算：9年 | 通算：9年   | 300   | 30    | 5     | 2     | 2        | 36    | 36    | 9        | --          | .500  | 3019  | 737.1    | 689      | 81          | 179      | 25    | 33       | 330      | 5     | 1        | 300   | 254      | 3.10     | 1.18    |

- 各年度の太字はリーグ最高
- 西鉄（西鉄ライオンズ）は、1973年に太平洋（太平洋クラブライオンズ）に球団名を変更

### 記録
- オールスターゲーム出場：1回 （1973年）

### 背番号
- 10 （1969年 - 1970年）
- 15 （1971年 - 1975年）
- 38 （1976年 - 1977年）